# عمر شرف
السفير عمر عبد العزيز شرف مساعد أمين عام جامعة الدول العربية ودبلوماسي مصري وعماني ودولي، حامل وسام القطب الشمالي Order of the Polar Star بدرجة قائد من مملكة السويد (1982) ووسام الاستحقاق المصري Order of Merit Egypt الطبقة الأولي (أغسطس 1977) ووسام الجمهورية Order of the Republic Egypt من الطبقة الثانية من مصر (فبراير 1973). وكان محاميا ودبلوماسيا محترفا وعميدا لعائلة من الدبلوماسيين والسياسيين وخبراء اللغات الأجنبية والمحاميين المصريين وذلك حتى وفاته في سبتمبر 1993.

## طفولته وأسرته
ولد عمر شرف في مدينة أسوان بصعيد مصر يوم 22 أكتوبر 1925 الطفل الثاني والذكر الأول من بين ستة أطفال لعائلة مصرية من الطبقة المتوسطة. والده الدكتور محمد عبد العزيز شرف من مواليد محافظة بني سويف (1889 – 1953)، وكان طبيبا حاصلا علي شهادة الدكتوراه في الجراحة العامة من جامعة أدنبرة بالمملكة المتحدة. وعمل مفتشا بوزارة الصحة المصرية في عدد من محافظات مصر من بينها محافظة بني سويف وقد ونال الدكتور محمد عبد العزيز شرف قدرا من الأهمية حدا برئيس مصر الأول بعد الثورة 23 يوليو 1952 اللواء محمد نجيب بنعيه رسميا. والدته السيدة روحية صالح زكي (1903 – 1981) كانت حفيدة للشيخ حسونة النوواوي الإمام الأكبر للأزهر الشريف ومفتى الديار المصرية. وكان والدها السيد زكي صالح محافظا لمدينة السويس. كما كانت السيدة روحية صارمة ومنضبطة شجعت أولادها علي تحصيل العلم واللغات الأجنبية. وقد تنقل عمر شرف مع أسرته في عدد من محافظات مصر حتى أستقر بهم الأمر في حي مصر الجديدة بضواحي القاهرة. وكانت مصر الجديدة فكرة وإلهام المصرفي البلجيكي ادوارد لويس جوزيف أو البارون إمبان. وكان حي مصر الجديدة في تلك الحقبة نقطة جذب للأسر المصرية من الطبقة المتوسطة.

## التعليم
استكمل عمر شرف دراسته وتعليمه الأساسي ثم حصل علي شهادة الثانوية من مدرسة المنصورة الثانوية في عام 1942 وتقدم لالتحاق بجامعة فؤاد الأول جامعة القاهرة حيث تخرج منها بليسانس في الحقوق عام 1947.

## أسرته
اشتملت أسرته علي والده ووالدته وأشقاءه الخمس وهم السيدة سميحة شرف (1922 – 1991) وكانت محاضرة جامعية ومترجمة في وكالة أنباء الشرق الأوسط ، والسفير عز الدين شرف (1929 – 2010) ضابط شرطة ومساعد وزير خارجية سابق، والوزير سامي شرف (1936 -) ضابط جيش سابق وسياسي، وطارق شرف (1936 – 1995) ضابط جيش سابق ومترجم فوري وعميد المترجمين الفوريين العرب بمنظمة الأمم المتحدة، والسيدة سلوى شرف سيدة مجتمع.

تضمنت أسرة عمر شرف عدد من الدبلوماسيين من أبرزهم شقيقه السفير عز الدين شرف، مساعد وزير الخارجية وسفير مصر الأسبق في كل من مدغشقر وجمهورية باكستان الإسلامية، ونجله كريم شرف، نائب مساعد وزير الخارجية وسفير ورئيس بعثة مصر الأسبق في كل من العراق وجمهورية أفغانستان الإسلامية والبوسنة والهرسك، وأبن شقيقته السفير عبد الرحيم شلبي، مساعد وزير الخارجية وسفير مصر الأسبق في كل من مينمار واندونيسيا  ودولة الكويت ، ونجل أبن شقيقته المستشار عمر شلبي بمنظمة يونسكو التابعة للأمم المتحدة، وشقيق زوجته السفير علي وجدي علوي، سفير مصر الأسبق في جمهورية أفريقيا الوسطى، وأبن عمته السفير عصام حواس مساعد وزير الخارجية وسفير مصر الأسبق في دولة قطر.

## الزواج
تزوج السفير عمر شرف من الآنسة ودود وجدي علوي (المعروفة باسم نهي علوي) في عام 1959، وكانت الابنة الثانية للسيد وجدي علوي المسئول بوزارة العدل المصرية حفيد علوي باشا طبيب عيون خديوي مصر. ووالدتها السيدة سمية رستم من أصول شركسية وابنة شقيق نجم الشاشة الفضية المصرية في الأربعينات والخمسينيات الفنان الراحل زكي رستم. وأثمر الزواج عن ثلاثة أبناء.

## حياته الوظيفية
عمل عمر شرف في وزارة الخارجية المصرية طيلة أربعة عقود بجهد وامتياز وذلك من مطلع الخمسينيات وحتى منتصف الثمانينات شاهدا علي العديد من انتصارات وانتكاسات مصر الدبلوماسية والسياسية والعسكرية. تلقى خلال مدة خدمته الطويلة عدد من الأوسمة والنياشين منها وسام الجمهورية من الطبقة الثانية في فبراير 1973، ووسام الاستحقاق من الطبقة الأولى في أغسطس 1977، ووسام القطب الشمالي بمرتبة قائد من مملكة السويد في أكتوبر 1982.

تقدم عمر شرف في عام 1948 واجتاز اختبارات السلك الدبلوماسي المصري والتي عقدت بمدينة الإسكندرية المقر الصيفي لحكومة جلالة الملك فاروق الأول ملك مصر. شغل عمر شرف خلال فترة خدمته الطويلة عدد من المناصب ذات الأهمية النسبية من بينها منصب مساعد أمين عام جامعة الدول العربية (1985 – 1986)، وسفير مصر في جمهورية الصين الشعبية (1982 – 1985)  ، وسفير مصر في مملكة السويد (1979 – 1982) ونائب سفير سلطنة عمان لدي جمهورية باكستان الإسلامية (1974 – 1977) وقنصل عام الجمهورية العربية المتحدة لدي هونغ كونغ (1967 – 1971) ونائب المندوب السامي للأمم المتحدة لشئون اللاجئين في الشرق الأوسط (1961 – 1965). 
 شغل عمر شرف قبل ذلك عدد من المناصب بسفارات مصر بالخارج منها سكرتير أول بالبعثة الدائمة للجمهورية العربية المتحدة لدي الأمم المتحدة في نيويورك (1957 – 1960) وسكرتير ثان بسفارة الجمهورية العربية المتحدة في أنقرة – تركيا (1955 – 1957) وسكرتير ثالث بالمفوضية المصرية في بوخارست – رومانيا (1953 – 1954) وسكرتير ثالث بالمفوضية الملكية المصرية في موسكو – الاتحاد السوفيتي (1951 – 1953).
يعتبر عمر شرف من بين أبرز الدبلوماسيين المصريين المتخصصين في شئون آسيا والصين. وقد رقي إلي درجة سفير في عام 1977، ثم إلي درجة سفير من الفئة الممتازة في عام 1983. وقد أحيل السفير عمر شرف إلي التقاعد من وزارة الخارجية المصرية في أكتوبر 1985.

## جامعة الدول العربية
عين السفير عمر شرف في أكتوبر 1985، عقب انتهاء مهمته وعودته من الصين إلي الديوان العام في القاهرة في منصب مساعد أمين عام جامعة الدول العربية. ولم تتميز فترة عمله كدبلوماسي مصري بالجامعة العربية لعدة أسباب من بينها أن ترشيحه للمنصب من قبل وزير خارجية مصر آنذاك الدكتور عصمت عبد المجيد جاء في أوج المقاطعة العربية لمصر علي خلفية قيامها بالتوقيع علي اتفاقية كامب ديفيد للسلام مع إسرائيل في عام 1979. وفي ذلك التوقيت كان السفير عمر شرف من بين حفنة قليلة من المسئول المصري بمقر الجامعة في ميدان التحرير حيث نقلت الجامعة وأغلب أجهزتها الفنية والإدارية من القاهرة إلي تونس. وقد جاء قرار الانتقال إلي تونس تنفيذا لما تم الاتفاق عليه في قمة بغداد التي عقدت في مارس 1979 وقررت طرد مصر من جامعة الدول العربية ومقاطعتها بسبب توقيعها علي اتفاقية سلام مع إسرائيل. وتعد أبرز انجازات عمر شرف في جامعة الدول العربية في تلك الفترة إدارية حيث نجح وبمساعدة من صديقه السفير أسامة الباز في الحصول علي موافقة الرئيس حسني مبارك علي قرار بإعادة هيكلة الأجور والمرتبات للعاملين المصريين المنتدبين للعمل بالجامعة ومساواتهم بنظرائهم العرب كإجراء لاجتذاب أفضل العناصر للعمل بالجامعة وهو ما يعد انجاز قائم ومستمر حتى اليوم.

## سفيرا لدي جمهورية الصين الشعبية
رشح السفير عمر شرف لمنصب سفير مصر لدي جمهورية الصين الشعبية نقلا من مملكة السويد في سبتمبر 1982، ليكون السفير المصري السابع الذي يتولى هذا المنصب منذ إنشاء العلاقات الدبلوماسية بين مصر والصين في عام 1956. وقدم أوراق اعتماده سفيرا لمصر لرئيس المجلس الشعب الصيني السيد وو لان فو في يوم الأربعاء الموافق 22 سبتمبر 1982. وقد نجح عمر شرف في إقامة علاقات عمل وطيدة بكبار ساسة الحزب الشيوعي في الصين بما في ذلك مع زعيم البلاد دينج شياو بينج وسكرتير عام الحزب ورئيس وزراءها زياو زي يونج وساهم ذلك في الاتفاق علي ترتيب عدد من الزيارات الثنائية الهامة من بينها زيارة سكرتير عام الحزب ورئيس وزراء الصين زياو زي يونج للقاهرة في ديسمبر 1982. وقد تناولت هذه الزيارة عدد من الموضوعات والقضايا الدولية والثنائية الهامة من بينها عملية السلام في الشرق الأوسط وقد ساهمت جهود واتصالات السفير عمر شرف أيضا في الترتيب لأول زيارة لرئيس مصري (حسنى مبارك) إلي الصين في أبريل 1983 وقد اصطحب الرئيس مبارك خلال هذه الزيارة زوجته السيدة سوزان مبارك ونجليه. وكانت زيارة مبارك إلي الصين في أبريل 1983 الثالثة له كمسئول مصري والأولى بصفته رئيس جمهورية مصر العربية.
وقد نقلت وسائل الإعلام تصريحات للسفير عمر شرف تناول فيها تطور ونمو العلاقات بين مصر والصين وأهمية زيارة مبارك للصين وطبيعة المحادثات التي سيجريها الرئيس المصري مع نظيره الصيني. كما أشار في حديثه إلي اهتمام الصين المتزايد بالسلام والاستقرار في الشرق الأوسط وفي الشرق الأقصى وحول العالم.
تضمنت زيارة مبارك إلي الصين التوقيع علي عدد من الاتفاقيات في مجالات الزراعة والصناعة والتعاون الفني والعسكري بين البلدين. كما وقعت مذكرة تفاهم بين الجانبين تسمح لمصر بمقتضاها بإنشاء قنصلية عامة لها في مدينة شنغهاي وذلك بهدف تشجيع ودفع العلاقات في مجال التجارة بين البلدين. كما ساهم السفير عمر شرف أيضا في التوصل إلي اتفاق يقضي بقيام الصين بتمويل وبناء (قصر الصداقة والثقافة) والذي أطلق عليه لاحقا اسم مركز القاهرة الدولي للمؤتمرات والمعارض. وكان الرئيس مبارك قد وقع قبيل قيامه بزيارة الصين علي قرار جمهوري بتخصيص 15 فدانا في حي مدينة نصر بالقاهرة من أجل إقامة المشروع الصيني. قدرت إجمالي التكلفة المالية لإقامة مركز القاهرة الدولي للمؤتمرات والمعارض بحوالي 200 مليون فرنك سويسري تحمل الجانب الصيني قيمتها بالكامل وذلك كمنحة لمصر من الصين. كما التقى الرئيس مبارك علي هامش زيارته للصين وبصفة غير رسمية بوزير خارجة الولايات المتحدة الأسبق هنري كيسنجر الذي تصادف وجوده في العاصمة الصينية خلال الزيارة.
كما رتب السفير عمر شرف خلال فترة عمله في الصين زيارة نائب رئيس الوزراء ووزير الدفاع والإنتاج الحربي المشير عبد الحليم أبو غزالة للصين في سبتمبر 1983. وكان من بين نتائج هذه الزيارة العسكرية الهامة قيام المشير عبد الحليم أبو غزالة بالتصديق علي تكليف السفير عمر شرف وبصفته سفيرا لمصر لدي الصين بتسمية ورفع علم مصر علي فرقاطة الصواريخ المصرية نجم الظافر بحوض ترسانة (هيو دونج) بالصين يوم 20 يوليو 1984 ونقل السفينة الحربية الصينية الصنع إلي سلاح البحرية المصرية. وقد دخلت فرقاطة الصواريخ نجم الظافر الخدمة رسميا بسلاح البحرية المصرية في أكتوبر 1984.
كما أستقبل السفير عمر شرف خلال مهمته في بكين أستاذه وصديقه الدكتور بطرس بطرس غالي بصفة الأخير وزير الدول للشئون الخارجية (أمين عام الأمم المتحدة) في عام 1984. وقد تناولت المحادثات التي أجراها الدكتور بطرس غالي في الصين عدد من الموضوعات الهامة من بينها عملية السلام في الشرق الأوسط ونشاط مصر في مجموعة دول عدم الانحياز وحرب الخليج الأولى بين العراق وإيران، فضلا عن عدد من الموضوعات الثنائية. نجح السفير عمر شرف في التنبؤ بقدرات الصين الكامنة وقرب صعودها كقوة اقتصادية عالمية. وفي القاهرة وبعد مرور سنوات من تركه الخدمة بوزارة الخارجية ورغم تعاطفه مع شخص وإمكانات زياو زي يونج – سكرتير عام الحزب الشيوعي الصيني ورئيس الوزراء - إلا أنه رأى أن اعتدال يونج السياسي لن يسمح له بالاستمرار والبقاء في منصبه بعد الأحداث الدموية التي وقعت في (ميدان القبة السماوية) في بكين في أغسطس 1989.

## سفيرا لدي مملكة السويد
توقع عمر شرف في صيف 1979 وبصفته مدير الإدارة الآسيوية بالخارجية المصرية الترشح لتولي منصب سفير مصر لدي جمهورية الصين الشعبية إلا أنه فوجئ كما فوجئ غيره بترشيحه سفيرا لمصر لدي مملكة السويد. وقد اتخذ قرار ترشيحه للسويد من قبل رئيس الوزراء ووزير الخارجية بالإنابة الدكتور مصطفى خليل وذلك دون تشاور مسبق وهو ما لم يكن العرف وقتها داخل أروقة وزارة الخارجية بالنسبة لترشيح السفراء للعمل بالخارج. تخطئ السفير عمر شرف المفاجئة وأقبل علي وظيفته الجديدة بقدر كبير من الهمة والنشاط حيث قدم أوراق اعتماده سفيرا لمصر للملك السويد كارل السادس عشر غوستاف في يناير 1980.

وكانت مهمة عمر شرف الأساسية في السويد تنمية العلاقات الثنائية خاصة والاقتصادية والتجارية والتعاون الفني والتقني. ولتحقيق تلك الغاية سعى ونجح في تنظيم زيارة لنائب رئيس الوزراء ووزير الخارجية السيد كمال حسن علي (رئيس وزراء مصر فيما بعد) إلي ستكهولم. ونالت تلك الزيارة أهمية خاصة حيث كانت المرة الأولى التي توجه فيها الدعوة الرسمية من الرئيس محمد أنور السادات لملك السويد كارف جوستاف السابعة عشر لزيارة مصر.
اتسمت فترة عمل عمر شرف وحرمه في السويد بالانجازات فبخلاف نشاط الثنائي المصري في الوسط الدبلوماسي في ستوكهولم تمكنت حرمه نهي من إنشاء فرع لجمعية (الوفاء والأمل) الخيرية المصرية هناك. وقد أسست وترأست الجمعية الوفاء والأمل السيدة جيهان السادات حرم رئيس الجمهورية وتهتم الجمعية برعاية الفقراء والمساكين وذوي الإعاقة والاحتياجات الخاصة. وقد حرصت السيدة جيهان السادات خلال لقائها بالسفير المصري وحرمه التعرف علي بعض تجارب وخبرات السويد في مجال رعاية ذوي الإعاقة والاحتياجات الخاصة ونقلها إلي مصر. نظم السفير المصري وحرمه العديد من المناسبات الثقافية والموسيقية والأسواق الخيرية وحملات جمع التبرعات العينية والمعدات الفينة لصالح جمعية الوفاء والأمل والمستشفيات العامة المصرية. تمكنت زوجة السفير عمر شرف السيدة نهى ومن خلال العمل لصالح جمعية الوفاء والأمل من حث الجهات السويدية المختلفة علي التبرع بمعدات ومستلزمات طبية للجمعية المصرية وهو ما ذكرته بعض وسائل الإعلام المصرية حينها.

## نجيب محفوظ وجائزة نوبل في الأدب
لعب السفير عمر شرف سفير مصر في السويد وقتها دورا صغيرا ولكن هاما عند قامت الأكاديمية الملكية السويدية للعلوم ولأول مرة بتقييم أعمال الأديب المصري الراحل السيد نجيب محفوظ للترشح للفوز بجائزة نوبل في الأدب. وكان نجيب محفوظ روائيا متمكنا وناقدا للحياة السياسية والاجتماعية المصرية ويعد من بين عمالقة الأدب العربي. وقد طلب الدكتور عطية عامر أستاذ ورئيس قسم الأدب العربي بجامعة ستوكهولم من السفير عمر شرف بشكل هادئ وغير رسمي موافاة الأكاديمية الملكية السويدية بترجمة لأعمال الأديب نجيب محفوظ بغية دراساتها وتقييمها والنظر في إمكانية ترشيحه للفوز بجائزة نوبل في الأدب في عام 1982. أدرك السفير عمر شرف علي الفور أهمية الموضوع وقام بموافاة القاهرة بالطلب السويدي غير الرسمي إلا أنه فوجئ بقيام القاهرة بترشيح شخصية أدبية مصرية بديلة عن محفوظ للأكاديمية وهو الإجراء الذي اعتذرت عنه الأكاديمية وذلك من منطلق أن الترشيح للجائزة هو من صميم اختصاصها ومن دون تدخلات حكومية أو خارجية. شعر السفير عمر شرف بخيبة أمل كبيرة جراء موقف القاهرة غير المفهوم وعزوفها عن تلبيه طلب الأكاديمية السويدية فورا دون مراوغة لما سيكون لذلك من وقع وأهمية كبيرة لمصر وله بصفته سفير مصر في السويد وللأديب نجيب محفوظ بانضمام الأخير إلي سجل الفائزين بجائزة نوبل في الأدب لعام 1982. ولسوئ حظ محفوظ في تلك الفترة فإن أغلب أعماله لم تكن قد ترجمت بعد وهو الوضع الذي عالجته الجامعة الأمريكية بالقاهرة لاحقا، واليوم توجد ترجمة لأعمال نجيب محفوظ بأكثر من 40 لغة أجنبية. هذا، وقد فاز الأديب نجيب محفوظ في النهاية ورغم تفاؤل السفير عمر شرف بجائزة نوبل في الأدب في عام 1988، وذلك بعد ستة سنوات من بداية الجهود لترشحه لنيل الجائزة.

## وسام القطب الشمالي من السويد
عقب انتهاء مهمة السفير عمر شرف في السويد انعم عليه ملك السويد كارل السادس عشر غوستاف وسام القطب الشمالي من طبقة القائد Order of the Polar Star ذلك نظير خدمات وإسهامات الأخير في دعم وتنمية أواصر العلاقات بين السويد ومصر. وقد تقدم عمر شرف بطلب إلي رئيس الجمهورية لحصول علي موافقة رسمية لقبول وحمل الوسام السويدي وذلك طبقا للأعراف المصرية. ويعد السفير عمر شرف الشخصية المصرية الثانية فقط التي تمنح هذا الوسام السويدي الرفيع حيث سبقه في الحصول عليه أخر خديوي لمصر عباس حلمي الثاني في عام 1890.

## جمهورية باكستان الإسلامية
مع تولي السلطان قابوس بن سعيد لمقاليد الحكم في سلطنة عمان بدأ عصر جديد من التنمية والتطور والنمو السياسي والاقتصادية والاجتماعي في البلاد. وقد تم ندب وإعارة عمر شرف بناء علي رغبته ضمن مجموعة من الدبلوماسيين المصريين في عام 1974 للعمل في سلطنة عمان بهدف المساهمة في إنشاء السلك الدبلوماسي العماني وإقامة سفارات جديدة لها في الخارج حيث عين في منصب نائب سفير سلطنة عمان لدي باكستان.

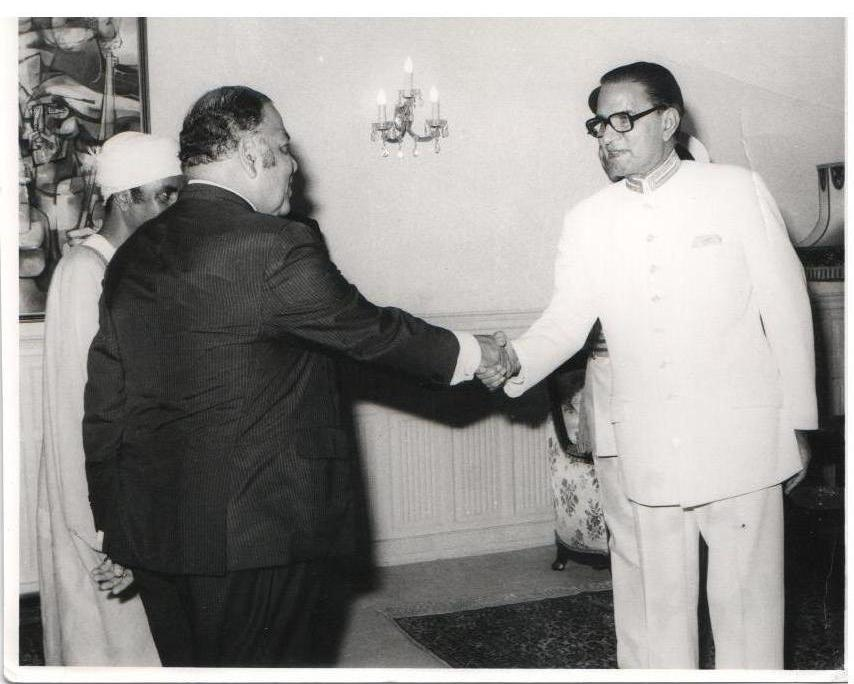
عمر شرف يستقبله رئيس باكستان فضل إلهي شودري.

وكان رئيسه المباشر وأول سفير لسلطنة عمان لدي باكستان الأمير شبيب بن تيمور آل سعيد. ونجح عمر شرف في إقامة علاقة عمل ممتازة مع الأمير شبيب وكذا مع العديد من كبار المسئولين في باكستان وذلك خلال فترة حكم رئيس وزراء باكستان الراحل ذو الفقار علي بوتو.
وقد التقى عمر شرف خلال فترة عمله في باكستان وأصبح صديقا للعقيد (المشير) محمد حسين طنطاوي، الذي كان يتولى وقتها منصب رئيس المكتب العسكري المصري في إسلام أباد. وقد دعمت من أواصر الصداقة بين عمر شرف والعقيد حسين طنطاوي أن كلاهما من مواليد محافظة أسوان. ومن المفارقة أيضا أن شقيق عمر شرف الذي يليه في الترتيب السيد عز الدين شرف عمل أيضا في باكستان حيث كان سفيرا لمصر في إسلام أباد في مطلع الثمانينات خلال فترة حكم الرئيس الراحل محمد ضياء الحق.

## هونغ كونغ
رشح وعين عمر شرف في منصب قنصل عام الجمهورية العربية المتحدة في هونغ كونغ من قبل الرئيس الراحل جمال عبد الناصر في عام 1966 وذلك بعد موافقة ملكة المملكة المتحدة اليزابيث الثانية علي الترشيح. وكانت هونغ كونغ لا تزال وقتها مستعمرة البريطانية. وقد قام عمر شرف خلال فترة عمله هناك بعدد من المهام السياسية والاقتصادية والتجارية كان من أبرزها الاتفاق والإشراف علي إقامة أول مكتب لشركة الطيران العربية المتحدة (مصر للطيران) والحصول علي موافقة السلطات المحلية هناك علي هبوط طائرات الشركة المصرية بمطار (كاي تاك) الدولي. وكانت الشركة قد أضافت هونغ كونغ علي جدول رحلاتها المنتظمة للشرق الأقصى في مارس 1969 وذلك كمحطة وسيطة علي خط الرحلة القاهرة طوكيو الجديد. ومن الناحية السياسية والاقتصادية، تابع عمر شرف هناك الإجراءات التي اتخذتها السلطات المحلية لتطبيق وتنفيذ سياسة مبنية علي الاقتصاد الحر ترمي إلي إقامة مركزا للخدمات المصرفية وتشجيع التصدير، وكذا متابعة نمو صناعة الحاويات ومزاياها الاقتصادية وأثارها المستقبلية علي حركة التجارة العالمية وعلي قناة السويس. كما كانت مستعمرة هونغ كونغ في تلك الحقبة ذات أهمية كبيرة بالنسبة لمتابعة الأحداث الجارية في كل من الصين والحرب الدائرة في فيتنام.
وقد حصدت حرب فيتنام في عام 1967 حياة القائم بأعمال سفارة مصر في هانوي المستشار جمال الدين عمر إبراهيم. وقد ربطت الزمالة والصداقة بين كل من جمال الدين إبراهيم وعمر شرف حيث عبر الأخير عن حزنه لوفاة صديقه وامتعاضه من استمرار الحرب هناك. وكان جمال الدين إبراهيم قد جرح في هانوي جراء غارة جوية أمريكية علي المدينة حيث نقل لاحقا إلي مستشفى في هونغ كونغ للعلاج وتوفي فيها يوم الثلاثاء الموافق 6 ديسمبر 1967.

تولى عمر شرف منصب عميد السلك القنصلي في هونغ كونغ في عام 1970 وسمح له هذا المنصب بالتقرب من حاكم المستمرة البريطانية. وكان الحاكم العام للمستعمرة في ذلك الوقت الدبلوماسي المخضرم في شئون المستمرات والمولود في الهند سير ديفيد ترنش Sir David Trench
1964 – 1971. وقد شغل ترنش قبل ذلك منصب المندوب السامي البريطاني لمنطقة غرب المحيط الهادي ونائبا لوزير الدولة البريطاني لشئون المستعمرات. وكانت المستعمرة البريطانية في هونغ كونغ تمر خلال فترة حكم ديفيد ترنش بمرحلة حافلة بالأحداث والقلاقل السياسية في أعقاب أحداث الشغب والإضرابات العمالية في مايو 1967.
كما سمح المنصب لعمر شرف وزوجته من إقامة الصداقة مع مدير المراسم في المستعمرة عميد (رينلد ري ليثويت) وزوجته الأمريكية الأصل (مارجريت ادمندز). وكان رينلد ليثويت (1913 – 2003) ضابطا بالجيش البريطاني وشارك في حروب الصحراء الغربية في مصر وشمال أفريقيا خلال الحرب العالمية الثانية وهو ما ساهم في توطيد العلاقة بحيث أصبح هو وزوجته مارجريت من الأصدقاء المقربين لعمر شرف وزوجته. وكانت الشخصية الأكثر جاذبية هي السيدة مارجريت ادمندز والتي تعددت مواهبها حيث كانت كاتبة ناجحة لكتب الأطفال ورسامة مشهود لها بالموهبة. كما كانت السيدة مارجريت رائدة في مجال (العلاج بالإشغال) لجرحي جنود الحلفاء في حروب الصحراء المصرية خلال الحرب العالمية الثانية. وقد ساهمت السيدة مارجريت في إقامة جناح متخصص للعلاج بالإشغال بمستشفى القوات البريطانية بجزيرة الزمالك بالقاهرة خلال الحرب وهو الإسهام الذي منحت عليه وسام ملكي. وقد شهد عمر شرف من خلال موقعه في هونغ كونغ حدثين محوريين الأول كان هزيمة مصر في حرب 1967 وجهود درء أثار الحرب سياسيا واقتصاديا ودبلوماسيا، والثاني وفاة الزعيم الراحل جمال عبد الناصر.

## مفوضية شئون اللاجئين في الشرق الأوسط
عين عمر شرف في منصب نائب المفوض السامي للأمم المتحدة لشؤون اللاجئين في الشرق الأوسط، وهو المنصب الذي شغله خلال الفترة 1961 – 1965. وقد تأسس مكتب المفوضية لشئون اللاجئين في الشرق الأوسط بالقاهرة في عام 1954. ويشرف مكتب المفوضية في الشرق الأوسط على تقديم المساعدات والإغاثة الإنسانية الدولية إلى عدد كبير من بلدان القارة الأفريقية. وكان من بين مهام عمل عمر شرف خلال بالمفوضية توفير الحلول لمحنة اللاجئين والمشردين داخليا في القارة الأفريقية والعمل علي ضمان حمايتهم وإعادة التوطين عند الضرورة.
كما قام وبصفته نائب ممثل المفوضية في الشرق الأوسط بتنظيم مشاركة مكتب المفوضية في أول مؤتمر قمة أفريقية والذي عقد بالقاهرة في عام 1964. وكان رئيسه المباشر الأمير صدر الدين آغا خان الذي كان لا يزال في ذلك الوقت يشغل منصب نائب المفوض السامي للمفوضية في جنيف.
وقد انتخب الأمير صدر الدين آغا خان لمنصب المفوض السامي لشؤون اللاجئين في ديسمبر 1965. وتوطدت الصداقة بين عمر شرف والأمير صدر الدين آغا خان وسعى الأخير وعقب فوزه بمنصب المفوض السامي لشؤون اللاجئين في الحصول علي موافقة الحكومة المصرية علي استمرار عمر شرف في منصبه نائبا للمفوض السامي لشئون اللاجئين في الشرق الأوسط بالقاهرة، وبذل صدر الدين آغا خان الجهود والمساعي وتبادل المراسلات مع الحكومة المصرية خلال الفترة أغسطس - ديسمبر عام 1965 دون أن يتمكن من تحقيق ذلك.

## الأمم المتحدة
بعد انتهاء مدة خدمته بسفارة مصر في أنقرة في عام 1957، نقل للعمل بوفد مصر لدي الأمم المتحدة في نيويورك حيث كلف بمهمة متابعة أعمال اللجنة الفرعية لمنع التمييز وحماية الأقليات ومناوبا لزميله باللجنة السيد/ عبد الحميد عبد الغني. وكانت اللجنة وقتها مشكلة من 14 دولة وضمت في عضويتها مجموعة متميزة من القضاة والقانونيين البارزين من بينهم القاضي (فيليب هالبيرن) ممثلا عن الولايات المتحدة.
وقد اعتمدت اللجنة الفرعية في يناير عام 1960 وبالإجماع قرارا يدين «معاداة السامية ومناهضة التمييز الديني والعرقي»، ويعد قرار اللجنة الفرعية هذا من بين أوائل القرارات التي تخرج عن المنظمة الدولية تدين فيها التطرف والتمييز العنصري بكافة أشكالها. شارك عمر شرف خلال فترة عمله في نيويورك في العديد من الاجتماعات والمؤتمرات الدولية أغلبها تعلق بقضايا حقوق الإنسان والمسائل القانونية المعقدة مثل مبدأ عدم جواز الترحيل القصري اللاجئين، فضلا عن مشاركته في مؤتمرات تناولت أمور أساسية مثل توحيد الأسماء الجغرافية.
ضمنت مجموعة زملاء عمر شرف في الأمم المتحدة وقتها نخبة متميزة من الدبلوماسيين المصريين بين بينهم السيد/ عبد الرؤوف الريدي، والذي سيصبح فيما بعد سفيرا لمصر لدي الولايات المتحدة ومدير المجلس المصري للشئون الخارجية السيد/ محمد شاكر، الذي سيصبح هو الآخر سفيرا لمصر لدي المملكة المتحدة. وكان السفير محمد شاكر مرشح مصر لتولي منصب المدير العام للوكالة الدولية للطاقة الذرية، إلا أن ترشيحه قوبل بقدر من المعارضة السياسية من جانب بعض الأطراف الدولية حيث سحب الترشيح وتم استبداله بالدكتور محمد البرادعي. وقد فاز الدكتور محمد البرادعي في النهاية بالمنصب في عام 1997.

وكان عمر شرف موفقا في الانضمام إلي وفد مصر الدائم لدي الأمم المتحدة في نيويورك في تلك الفترة حيث كان يتولى رئاسة الوفد وقتها السفير عمر لطفي والذي يعد واحد من أبرز الدبلوماسيين المصريين.
وكان لطفي قوميا عربيا ومن المعارضين لتوسع القوة العظمى في منطقة الشرق الأوسط. وقد نجح عمر لطفي في غرس عدد من المفاهيم السياسية الهامة في عمر شرف من بينها أهمية دعم منظومة الأمم المتحدة والتمسك والاحتكام للقانون في فترة تميزت بحدة الانقسامات السياسية والاستقطاب الدولي. وقد تولى السفير عمر لطفي عقب انتهاء مهمته في نيويورك أحد أهم المناصب السياسية في الأمم المتحدة وهو منصب «مساعد الأمين العام للأمم المتحدة للشؤون السياسية». ولسوء حظ مصر والعالم العربي والإسلامي، فقد توفي السفير عمر لطفي بمقر الأمم المتحدة في نيويورك إثر نوبة قلبية يوم الجمعة 17 مايو 1963. وقد تأثر وحزن عمر شرف كثيرا لوفاة أستاذه الذي تعلم منه الكثير.

ومن المفارقة وفاة سلف السفير عمر لطفي، السفير الدكتور محمود عزمي أيضا في مقر مبنى الأمم المتحدة في نيويورك حيث توفي هو الآخر إثر نوبة قلبية خلال دفاعه عن مصر ودحضه للبيان الذي كان قد أدلى به سفير إسرائيل في مجلس الأمن. وقد جرت عدة محاولات لإنعاش الدكتور محمود عزمي بما في ذلك من قبل المندوب الإسرائيلي موشيه توف، والسيد إسماعيل فهمي عضو الوفد المصري (ولاحقا وزير خارجية مصر ووالد وزير الخارجية السابق السيد نبيل فهمي) ومن قبل آخرين لإسعاف الدكتور عزمي ولكن من دون جدوى. وقد أعلن عن وفاة الدكتور محمود عزمي متأثراً بنوبة قلبية حادة في عيادة الأمم المتحدة مساء يوم 3 نوفمبر 1954.

كان عمر شرف في نيويورك عندما قام شقيقه السيد سامي شرف أحد أهم المقربين من الرئيس الراحل جمال عبد الناصر بزيارة مدينة نيويورك في أغسطس 1958 وذلك بصفته مبعوث رئاسي ومستشارا للوفد المصري حول الأزمة المتنامية في لبنان. وقد كتب السيد سامي شرف لاحقا أنه فور وصوله إلي مطار مطار جون إف كينيدي الدولي اقترب منه مسئول أمريكي حاملا دعوة من مدير وكالة المخابرات المركزية وقتها السيد ألين دالاس ليكون ضيفا على وكالة أثناء وجوده في نيويورك. اعتذر سامي شرف عن قبول عرض الاستضافة مفضلا الإقامة لدي شقيقه عمر شرف. وكان عمر شرف في ذلك الوقت عضو بوفد مصر الدائم بالأمم المتحدة بدرجة سكرتير أول مقيما بشارع 76 في نيويورك. وكان عمر لا يزال في نيويورك في سبتمبر عام 1960 حينما جاء شقيقه سامي شرف في زيارته الثانية للمدينة الأمريكية لترتيب الزيارة الأولى والأخيرة للرئيس الراحل جمال عبد الناصر للولايات المتحدة. وكان الغرض من زيارة الرئيس المصري المشاركة في اجتماعات الجمعية العامة للأمم المتحدة وإلقاء كلمة مصر فيها. وكان السيد سامي شرف مسئولا عن الترتيبات الخاصة بتلك الزيارة بصفته مدير مكتب الرئيس للمعلومات.

## جمعية الصداقة المصرية السوفيتية
في شهر مارس 1987 بذلت الجهود من الجانب المصري لتطبيع العلاقات مع الاتحاد السوفيتي وذلك بعد سنوات من الجمود من بين الإجراءات التي اتخذتها القاهرة إعادة إحياء جمعية الصداقة المصرية السوفيتية. وقد تم اختيار السفير عمر شرف ليتولى منصب سكرتير عام الجمعية لإلمامه باللغة الروسية وخبرته السابقة في الاتحاد السوفيتي والصين وبعض دول الكتلة الشرقية. وكان يترأس جمعية الصداقة المصرية السوفيتية وقتها الدكتور بطرس بطرس غالي وزير الدولة للشئون الخارجية عملت الجمعية علي ضم نخبة من السياسيين والمفكرين والأكاديميين والإعلاميين ورجال الأعمال المصريين إليها وذلك للمساهمة في إقامة الروابط مع نظرائهم السوفيت والعمل علي دفع وتطوير العلاقات بين مصر والاتحاد السوفيتي في شتى المجالات خاصة علي المستوى الثقافي والتجاري. كما تم تبادل الزيارات بين القاهرة وموسكو في إطار أنشطة الجمعية المختلفة.

## السياسة: أحداث مايو 1971
لم ينخرط عمر شرف في السياسة وفضل التركيز علي مهنته الدبلوماسية وهو ما أبعده عن الصراعات المستمرة في أروقة السلطة بالقاهرة علي مدى ما يقرب من أربعة عقود وسمح له بالتعايش مع الأنظمة السياسية المختلفة التي تعاقبت علي حكم مصر. وترتب علي صعود النجم السياسي لشقيقه سامي شرف وتأثيره المتزايد على المشهد السياسي في مصر أثرا كبيرا على عمر شرف والعائلة الكبيرة الممتدة. تولي السيد سامي شرف عدد من المناصب الهامة أهمها وزير الدولة لشئون رئاسة الجمهورية في عهد الزعيم الراحل جمال عبد الناصر
يعد سامي شرف أحد أهم المقربين من الرئيس الراحل إلي درجة دعت بعض المتابعين الأجانب للشأن المصري إلي وصف مكانته ونفوذه في النظام السياسي المصري خاصة في السنوات الأخيرة من حكم الرئيس عبد الناصر بأنه يعد ثاني أقوى رجل في البلاد بعد الرئيس مباشرة.
فوجئ عمر شرف وفي منتصف حياته الوظيفية بالسلك الدبلوماسي المصري قنصلا عاما لمصر في هونغ كونغ بالأزمة السياسية التي مرت علي مصر عقب وفاة الرئيس جمال عبد الناصر وطالت أخيه سامي شرف في مايو عام 1971. قدم سامي شرف وزير الدولة لشؤون رئاسة الجمهورية استقالته من منصبه إلى الرئيس أنور السادات وذلك بعد حوالي ثمانية أشهر من وفاة الرئيس جمال عبد الناصر في سبتمبر عام 1970.
وكانت خلافات سامي شرف مع الرئيس الجديد على مجموعة متنوعة من القضايا السياسية والعسكرية، واستخدام السادات استقالة سامي شرف وآخرين من المسئولين السياسيين والعسكريين من المحيطين بالرئيس عبد الناصر لإلقاء القبض عليهم قدم الرئيس السادات سامي شرف وعدد من كبار قيادات ورموز النظام السابق للمحاكمة بتهمة الخيانة العظمى ومحاولة قلب النظام الحكم في البلاد. امتثل سامي شرف أمام «محكمة الثورة» التي وقعت عليه عقوبة الإعدام خفف الرئيس أنور السادات حكم محكمة الثورة الصادر بحق سامي شرف إلي الأشغال الشاقة المؤبدة. ويعرف تحرك الرئيس السادات ضد خصومه السياسيين في مايو عام 1971باسم ثورة التصحيح. كرر الرئيس أنور السادات نفس الإجراء بعد عشر سنوات تقريبا في سبتمبر عام 1981، وقبل اغتياله يوم 6 أكتوبر 1981، حيث قام باعتقال العديد من خصومه السياسيين بما في ذلك السيد محمد حسنين هيكل (حليفه الرئيسي في الثورة التصحيحية في عام 1971) والبابا شنودة الثالث بطريرك الكرازة المرقصية بالإسكندرية (الكنيسة القبطية الأرثوذكسية) وغيرهما من الشخصيات المصرية السياسية والإعلامية والدينية البارزة.
صدم عمر شرف كما صدم أفراد العائلة بالحكم الصادر بحق سامي شرف واعتبره خطأ فادحا وحكما قاسيا غير مبرر علي شخص أفنى عمره في خدمة بلاده بإخلاص. وقد أثر تلاشي وسقوط النجم السياسي لسامي شرف علي جميع أفراد العائلة بما فيها عمر شرف وأبن خالته  وواظب عمر شرف وأفراد العائلة الكبيرة والممتدة علي زيارته سامي شرف في محبسه في الجناح السياسي بسجن طرة في حي المعادي بالقاهرة.
محاول الرئيس السادات استرضاء الأخوين عمر شرف وعز الدين شرف عقب أحداث مايو 1971 حيث منح الأول وسام الجمهورية من الطبقة الثانية عين الثاني سفيرا له بدولة مدغشقر. قرر عمر شرف بمحض إرادته وبالنظر إلي الأجواء السياسية السائدة في مصر المنفى الاختياري عقب أحداث مايو 1971 حيث وافق علي قبول منصب دبلوماسي أدنى والإعارة للعمل لدي وزارة خارجية سلطنة عمان. وقد نجح عمر شرف تدريجيا وبمساعدة شقيقه عز الدين في امتصاص غضب العائلة من المصير الذي حل وأصاب بشقيقهما الأصغر والأكثر شهرة ونفوذا سامي شرف، والعمل علي إعادة تأهيل الأسرة نفسيا والإبقاء عليها خارج حلبة الصراعات السياسية الدائرة في مصر والتواصل وإقامة علاقات عمل جديدة مع النظام السياسي الجديد في عهد الرئيس حسنى مبارك. هذا، وقد كتب سامي شرف عقب خروجه من السجن عدة كتب ومقالات تعد مرجعا رئيسيا من شاهد عيان علي فترة ونظام حكم الرئيس الراحل جمال عبد الناصر.

## علاقته بالرئيس حسنى مبارك
بدأت العلاقة بين عمر شرف والسيد حسنى مبارك في عام 1979 حينما كان الأخير لا يزال نائبا لرئيس الجمهورية حيث أصطحب مبارك كل من عمر شرف مدير إدارة الشئون الأسيوية بالخارجية والسفير أسامة الباز المستشار السياسي لرئيس الجمهورية في جولة أسيوية بدائها نائب الرئيس بزيارة اندونيسيا. وتضمنت جولة نائب الرئيس أيضا زيارة كل من ماليزيا وسنغافورة والهند وبنغلاديش. توطدت العلاقة والمعرفة منذ ذلك الحين حيث وافق نائب الرئيس لاحقا علي تعيين عمر شرف في عام 1982 في منصب سفير مصر لدي الصين لما تمتع به من خبرة ومعرفة بالشأن الآسيوي واهتمامه بشئون الصين. وقام الرئيس مبارك بأول زيارة رسمية له للصين بصفته رئيس جمهورية مصر العربية في أبريل 1984 خلال فترة عمل السفير عمر شرف هناك. كما وافق مبارك بعد ذلك علي ترشيح السفير عمر شرف لتولي منصب مساعد أمين عام جامعة الدول العربية ونعاه عند وافاة الأخير في سبتمبر 1993.

## حياته الشخصية وإرثه
اتسم عمر شرف أغلب سنوات عمره بالبدانة ولم يفقد الكثير من وزنه إلا متأخرا في العمر وبعد إصابته بمرض السكري. ورغم بدانته فقد تميزت حركته بالخفة وشخصيته بالمرح وحب الدعابة كما كان محبا لفنون الطهي وذواقا للطعام وعرف عنه إلمامه بتفاصيل زراعة وإنتاج أنواع الشاي المختلفة ، وذلك علاوة علي انه كان إنسانا محظوظا.
أجاد لعبة البريدج وكان راميا وعضوا في الاتحاد المصري للرماية. كما كان مدخنا حتى العقد الخامس من عمره، معتدل التوجهات السياسية
ولم تكن له عداوات سياسية مقارنة ببعض إخوته.

كان متحدثا متفوها وقارئا شرها ملما بعدة لغات أجنبية.
كما اتسم بالعند أيضا حيث رفض خلال إحدى سفرياته بسيارته الخاصة الامتثال لتعليمات حرس الحدود بعدم إمكانية العبور ليلا وأصر علي حقه كدبلوماسي أجنبي علي عبور الحدود حتى أضطر حرس الحدود إقناعه باستحالة ذلك ليلا لوجود حقول ألغام.
وعلي الصعيد المهني سمحت له وظيفته بصفته مديرا لإدارة السلك الدبلوماسي بوزارة الخارجية (1973 – 1974) بأن يلعب دورا في تحديث منظومة اختيار الكوادر من شباب الدبلوماسيين مركزا علي أهمية تمتع الأجيال الجديدة بالمهارات اللازمة للقيام بعملهم خاصة الثقافة العامة وإتقان اللغات الأجنبية. كما نجح عمر شرف بصفته متخصصا في الشئون الآسيوية في جذب مجموعة صغيرة من الدبلوماسيين الذين تخصصوا في شئونها خاصة في الصين. وكان عمر شرف وشقيقيه عز الدين وسامي ضيوفا علي وسائل الإعلام المصرية المختلفة المرئية والمسموعة خاصة اتحاد الإذاعة والتليفزيون المصري كمعلقين علي تطورات الأوضاع السياسية في آسيا والتاريخ السياسي الحديث لمصر. وقد قضى عمر شرف سنوات عمره الأخيرة بمنزله الصيفي بالساحل الشمالي بمصر حيث كان يعاني من الآثار المتقدمة لمرض السكري وتدهورت صحته فجأة مما تطلب نقله للعلاج بالقاهرة حيث توفي بالمستشفى مساء يوم الأربعاء الموافق 8 سبتمبر 1993.

## الأوسمة والنياشين
| التاريخ | الوسام                             | الدولة | النوط |
| ------- | ---------------------------------- | ------ | ----- |
| 1982    | (وسام القطب الشمالي)               | السويد |       |
| 1977    | (وسام الاستحقاق من الطبقة الأولى)  | مصر    |       |
| 1973    | (وسام الجمهورية من الطبقة الثانية) | مصر    |       |